# Rămâi cu mine, dragoste!
Rămâi cu mine, dragoste! (în hindi गद्दार, transliterat: Gaddaar) este un film indian de la Bollywood din 1995, regizat de Deepak Sareen⁠(d) și produs de Sunanda R. Shetty. Rolurile principale sunt interpretate de Sunil Shetty⁠(d), Sonali Bendre⁠(d) și Harish Kumar⁠(d).

## Rezumat
Filmul relatează povestea a doi prieteni apropiați care au studiat împreună și au petrecut mult timp unul cu celălalt. O adevărată dramă începe atunci când cei doi se îndrăgostesc de aceeași fată.

## Distribuție
- Suniel Shetty⁠(d) — Sunil „Sunny” Gujral
- Sonali Bendre⁠(d) — Priya
- Harish Kumar⁠(d) — Vijay Saxena
- Kiran Kumar⁠(d) — profesorul Nag
- Mohan Joshi⁠(d) — domnul Gujral, tatăl lui Sunny
- Alok Nath⁠(d) — Amar Nath, tatăl lui Priya
- Reema Lagoo⁠(d) — doamna Saxena, mama lui Vijay
- Anant Mahadevan⁠(d) — domnul Saxena, tatăl lui Vijay
- Mahesh Anand⁠(d) — Arjun

## Coloana sonoră
Piesele de pe coloana sonoră lansată în 1994:
| # | Titlu                 | Cântăreț(i)                                     |
| - | --------------------- | ----------------------------------------------- |
| 1 | „Tumse Milne Ko”      | Kumar Sanu, Alka Yagnik                         |
| 2 | „Sun To Zara”         | Kumar Sanu, Bali Brahmbhatt, Sapna Mukherjee    |
| 3 | „Barste Pani Ka"      | Babul Supriyo, Alka Yagnik                      |
| 4 | „Beta Apni Maa Se"    | Zubeen Garg                                     |
| 5 | „Aaj Kal Ki Nahin”    | Kumar Sanu, Sonu Nigam                          |
| 6 | „Beta Apni Maa Se"    | Udit Narayan, Roop Kumar Rathod, Sadhana Sargam |
| 7 | „Mohabbat Woh Karega” | Kumar Sanu, Sadhana Sargam, Udit Narayan        |